# 로스트피디아
로스트피디아(lostpedia)는 미국의 드라마 《로스트》에 관한 문서를 수록하고 있는 미디어위키 기반의 온라인 백과사전으로, 누구나 문서를 편집하여 정보를 수정 혹은 추가할 수 있다. 2005년 9월 22일에 케빈 크로니가 설립하였으며, 영어판으로만 운영된다. 이 사이트의 콘텐츠는 CCL (by-nc-nd)으로 배포되며 공적인 목적을 위해 퍼갈 수 있으나 상업적 목적을 위해 이용될 수 없으며, 다른 사이트로 퍼간 후 해당 원 출처 문서가 수정되어도 퍼간 내용은 수정하지 않아도 된다. 로스트피디아는 광고로 수익을 얻고 있으나, 일반 문서에는 상업적 광고로 여겨지는 정보는 포함되어 있지 않다. 2010년 2월 8일 기준으로 5974개의 문서가 생성되어 있고 2008년 2월 18일에 위키아 산하 사이트가 되었다.

## 같이 보기
- 팬덤 (웹사이트)
- 온라인 백과사전 목록
- 위키 목록